# Вольная борьба на Играх доброй воли 1986
Соревнования по вольной борьбе в рамках Игр доброй воли 1986 года прошли в Москве с 11 по 14 июля в универсальном спортивном зале «Дружба».

## Медалисты
| Весовая категория | Золото                   | Серебро                   | Бронза                            |
| ----------------- | ------------------------ | ------------------------- | --------------------------------- |
| до 48 кг          | Василий Гоголев · СССР   | М. Аврамов · Болгария     | Т. Сухбаатар · Монголия           |
| до 52 кг          | Владимир Тогузов · СССР  | Иван Цонов · Болгария     | Арслангийн Цеденсодном · Монголия |
| до 57 кг          | Сергей Белоглазов · СССР | Кевин Даркус · США        | Стефан Иванов · Болгария          |
| до 62 кг          | Джон Смит · США          | Хазар Исаев · СССР        | Альбен Кумбаров · Болгария        |
| до 68 кг          | Арсен Фадзаев · СССР     | Андре Мецгер · США        | Ангел Сираков · Болгария          |
| до 74 кг          | Дейв Шульц · США         | Адлан Вараев · СССР       | Рахмат Софиади · Болгария         |
| до 82 кг          | Владимир Модосян · СССР  | Димитр Марков · Болгария  | Неджми Генчалп · Турция           |
| до 90 кг          | Махарбек Хадарцев · СССР | Джеймс Шерр · США         | Стоян Нанчев · Болгария           |
| до 100 кг         | Аслан Хадарцев · СССР    | Хайри Сезгин · Турция     | Пётр Македонов · Болгария         |
| свыше 100 кг      | Брюс Баумгартнер · США   | Давид Гобеджишвили · СССР | Атанас Атанасов · Болгария        |
| Командный зачёт   | СССР                     | Болгария                  | США                               |